# Contea di Koorda
La contea di Koorda è una delle 43 local government areas che si trovano nella regione di Wheatbelt, in Australia Occidentale. Essa si estende su di una superficie di circa 2.662 chilometri quadrati ed ha una popolazione di 496 abitanti.